# Bunny Chow
Bunny Chow é um filme sul-africano de comédia, estreado a 7 de setembro de 2006 no Festival Internacional de Cinema de Toronto. O filme foi dirigido por John Barker. 